# 劳动模范
劳动模范是指在社会主义建设和国家建设中做出卓越贡献的基层劳动者。由中共中央、国务院授予的全国劳动模范是中华人民共和国的重要的荣誉称号。

## 类别
劳动模范主要分为全国劳动模范、省级劳动模范和部委级劳动模范。个别地区的市、县也会评选劳动模范。

## 评选标准
劳动模范有十条评选标准。符合其中一条，并有较高威信者，方能参加劳动模范评选：
1. 在推动经济发展方式转变，优化经济结构，提高自主创新能力，实现国有资产保值增值，促进经济平稳较快发展方面作出突出贡献的；
2. 在国家重点工程建设或重大科研项目研制中作出突出贡献的；
3. 在发展现代农业、繁荣农村经济、增加农民收入，推进社会主义新农村建设方面作出突出贡献的；
4. 在科技、教育、文化、卫生、体育等社会事业中作出突出贡献的；
5. 在改善民生，维护社会稳定，增进民族团结，促进社会和谐中作出突出贡献的；
6. 在保卫国家和人民生命财产安全，推进社会主义民主法治建设方面作出突出贡献的；
7. 在节能减排，保护环境，安全生产，推动科学发展中作出突出贡献的；
8. 在抗击重特大自然灾害和灾后恢复重建，应对国际金融危机冲击等重大事件中作出突出贡献的；
9. 在推动国防和军队现代化建设方面作出突出贡献的；
10. 在其他方面作出突出贡献的。[1]

## 评选流程
劳动模范的评选要经过复杂的评选流程:
1. 根据相关评选要求，下发评选文件；
2. 各区（县）、直属、直管工会（或相关部门），组织本系统内的推荐申报，并经过讨论后，上报市劳模评选委员会办公室；
3. 市劳模评选委员会办公室将名单进行汇总初审，并提交市劳模评选委员会全体会议进行讨论、评选；
4. 将评选结果提交市委、市政府审批，并按有关规定公示；
5. 向省劳模评选委员会办公室提交名单，并由省劳模评选委员会办公室审核后提交全国劳模评选委员会办公室进行最后评选；
6. 公示评选结果。[2]

## 全国劳动模范表彰大会
1950年到1979年，中共中央、国务院先后举行大规模的表彰会9次。1979年以后，零星表彰全国劳动模范21人，全国先进工作者2人。1989年起，全国劳模和先进工作者评选表彰基本形成每五年举行一次的固定模式，每次评选表彰先进个人3000名左右，由国务院授予全国劳动模范或全国先进工作者称号。其中全国劳动模范授予企业职工、农民和其他劳动者；全国先进工作者授予机关事业单位职工。2015年提高规格，由中共中央、国务院授予。历次表彰大会主要有：
- 1950年9月25日至10月2日，全国工农兵劳动模范代表会议在北京举行（与全国战斗英雄代表会议在同一会场同时举行）。会议代表464人，中央人民政府授予全国工农兵劳动模范称号464人。9月25日，两会议在中南海怀仁堂开幕，中央人民政府主席毛泽东，副主席朱德、李济深、张澜出席，朱德主持开幕式，政务院副总理兼财政经济委员会主任陈云致开幕词，中国共产党中央委员会主席毛泽东代表中共中央致祝词，中共中央书记处书记朱德致演说词。9月26日中央人民政府副主席刘少奇在会上讲话。10月1日，两会议代表在天安门观礼台上参加中华人民共和国成立一周年国庆典礼。10月2日大会闭幕，中国人民革命军事委员会总政治部主任兼总干部管理部部长罗荣桓致闭幕词，中华全国总工会副主席李立三作会议总结。大会通过《向毛主席的致敬信》。[3][4][5][6]
- 1956年4月30日至5月10日，全国先进生产者代表会议在北京举行。会议代表5556人，中共中央、国务院授予全国先进集体称号853个，授予全国先进生产者称号4703人。4月30日，会议在北京体育馆开幕，中共中央主席毛泽东、全国人大常委会委员长刘少奇、国务院总理周恩来、国家副主席朱德等党和国家领导人出席，中华全国总工会主席赖若愚主持开幕式，国务院副总理李富春致开幕词，中共中央书记处书记刘少奇代表中共中央致祝词。5月2日，赖若愚向大会作报告。大会举行期间，国务院各办公室主任、全国妇联主席、团中央书记、中国科学院院长作专题报告。5月10日大会闭幕，中华全国总工会副主席朱学范致闭幕词。会议发出《全国先进生产者代表会议全体代表给全国职工的一封信》。[5][6]
- 1959年10月25日至11月8日，全国工业、交通运输、基本建设、财贸方面社会主义建设先进集体和先进生产者代表大会（全国群英会）在北京举行。会议代表6577人，中共中央、国务院授予全国先进集体称号2565个，授予全国先进生产者称号3267人。10月25日，大会在人民大会堂开幕，国家主席刘少奇、国务院总理周恩来、全国人大常委会委员长朱德、国务院副总理邓小平等党和国家领导人出席，中华全国总工会主席刘宁一主持开幕式，中共中央副主席朱德致祝词，国务院副总理李富春向大会作报告。大会举行期间，国务院副总理薄一波、谭震林、李先念、聂荣臻、陆定一，团中央书记胡耀邦，全国妇联主席蔡畅作专题报告；国务院总理周恩来举行宴会招待全体代表。11月8日大会闭幕，周恩来向各代表团授奖旗，中共中央委员、中共中央交通工作部部长曾山致闭幕词。大会通过《向党中央、毛主席的致敬电》、《致全国职工书》、《向全国农民兄弟姐妹致敬书》、《向中国人民解放军致敬电》。[5][6]
- 1960年6月1日至11日，全国教育和文化、卫生、体育、新闻方面社会主义建设先进单位和先进工作者代表大会（全国文教群英会）在北京举行。会议代表5806人，中共中央、国务院授予全国先进单位称号3092个，授予全国先进工作者称号2686人。6月1日，大会在人民大会堂开幕，国家主席刘少奇、国务院总理周恩来、全国人大常委会委员长朱德、国家副主席宋庆龄、国家副主席董必武、国务院副总理邓小平等党和国家领导人出席。中共中央委员、全国人大常委会副委员长林枫作工作报告。大会举行期间，中华全国总工会主席刘宁一讲话；国务院总理周恩来举行宴会招待全体代表。6月11日大会闭幕，林枫向代表发奖，中共中央委员、国务院文教办公室主任张际春致闭幕词。大会通过《向党中央、毛主席致敬电》。[5][6]
- 1977年4月20日至5月14日，全国工业学大庆会议先后在大庆油田和北京举行。会议代表7000多人，中共中央、国务院授予全国大庆式企业、全国先进企业称号2126个，授予全国先进生产者称号385人。4月20日，会议在大庆油田开幕，中共中央主席、国务院总理华国锋主持开幕式，国务院副总理李先念致开幕词，中共大庆市委书记宋振明介绍大庆基本经验。4月27日，大会在北京继续举行。5月4日，国务院副总理余秋里受中央委托向大会作报告。5月14日大会闭幕，国务院副总理纪登奎致闭幕词，国务院副总理王震、谷牧向代表颁发《光荣册》。[5][6]
- 1978年3月18日至31日，全国科学大会在北京举行。会议代表近6000人，中共中央、国务院授予全国先进集体称号826个，授予全国先进科技工作者称号1213人。3月18日，大会在人民大会堂开幕，中共中央主席、国务院总理华国锋主持开幕式，中共中央副主席、国务院副总理邓小平作报告。3月24日，华国锋向大会作报告。3月31日大会闭幕，中国科学院院长郭沫若作书面讲话，国务院副总理纪登奎致闭幕词，国务院副总理方毅向全国先进集体和全国先进科技工作者颁奖。[5][6]
- 1978年6月20日至7月9日，全国财贸学大庆学大寨会议在北京举行。会议代表5000多人，中共中央、国务院授予全国财贸战线大庆式企业称号736个，授予全国劳动模范和先进生产者称号381人。6月20日，大会在人民大会堂开幕，中共中央主席、国务院总理华国锋主持开幕式，中共中央副主席、国务院副总理李先念讲话。7月9日大会闭幕，国务院副总理方毅致闭幕词，国务院副总理陈永贵、王震、康世恩向全国财贸战线大庆式企业、全国劳动模范和先进生产者颁奖。[5][6]
- 1979年9月28日，国务院表彰工业交通、基本建设战线全国先进企业和全国劳动模范大会在北京人民大会堂举行。会议代表340人，国务院授予全国先进企业称号118个，授予全国劳动模范称号222个。中共中央主席华国锋，中共中央副主席叶剑英、邓小平、李先念等出席大会。中共中央副主席、国务院副总理李先念讲话，党和国家领导人向全国先进企业和全国劳动模范颁奖。出席大会的代表向全国工交基建战线职工发出倡议书。[5][6]
- 1979年12月28日，国务院表彰农业、财贸、教育、卫生、科研战线全国先进单位和全国劳动模范大会在北京人民大会堂举行。会议代表691人，国务院授予全国先进单位称号351个，授予全国劳动模范称号340人。中共中央主席华国锋，中共中央副主席邓小平、李先念等出席大会。国务院副总理余秋里主持大会，中共中央副主席、国务院副总理李先念致词，党和国家领导人向全国先进单位和全国劳动模范颁奖。全国劳动模范史来贺、刘靖慧宣读学习全国先进单位和劳动模范的倡议书。[5][6]
- 1989年9月28日至10月2日，全国劳动模范和先进工作者表彰大会在北京举行。大会代表3065人，国务院授予全国劳动模范和全国先进工作者称号2790人。9月28日，大会在人民大会堂开幕，中共中央总书记江泽民、国务院总理李鹏、国家主席杨尚昆、全国人大常委会委员长万里等出席。全国人大常委会副委员长、中华全国总工会主席倪志福主持开幕式，李鹏代表中共中央、国务院讲话，党和国家领导人向先进模范代表授奖。[5][6]
- 1995年4月29日，1995年全国劳动模范和先进工作者表彰大会在北京人民大会堂举行。参加会议7000多人。中共中央总书记江泽民在会上讲话。中共中央政治局常委江泽民、李鹏、乔石、李瑞环、朱镕基、刘华清、胡锦涛出席。国务委员、国务院秘书长羅幹主持大会。中共中央政治局委员、国务院副总理邹家华宣读《国务院关于表彰全国劳动模范和先进工作者的决定》，决定表彰全国劳动模范和先进工作者2877人。全国劳动模范包起帆宣读《争做“改革、发展、稳定”的模范》的倡议书。[5][6]
- 2000年4月29日，2000年全国劳动模范和先进工作者表彰大会在北京人民大会堂举行。中共中央总书记、国家主席、中央军委主席江泽民在会上讲话。中共中央政治局常委、国务院总理朱镕基主持大会。中共中央政治局常委江泽民、李鹏、朱镕基、李瑞环、胡锦涛、尉健行、李岚清出席，国务委员兼国务院秘书长王忠禹宣读《国务院关于表彰全国劳动模范和先进工作者的决定》，决定授予1931人全国劳动模范荣誉称号、授予1015人全国先进工作者荣誉称号。全国劳动模范李黄玺宣读《全国劳动模范和先进工作者倡议书》。[5][6]在大会上，中共中央、国务院第一次明确全国劳动模范是国家授予劳动者的最高荣誉。[7]
- 2005年4月30日，2005年全国劳动模范和先进工作者表彰大会在北京人民大会堂举行。中共中央总书记、国家主席、中央军委主席胡锦涛在会上讲话。中共中央政治局常委、国务院总理温家宝主持大会。中共中央政治局常委胡锦涛、温家宝、贾庆林、曾庆红、黄菊、吴官正、李长春、羅幹出席，国务委员兼国务院秘书长华建敏宣读《国务院关于表彰全国劳动模范和先进工作者的决定》，决定授予2124人全国劳动模范荣誉称号、授予845人全国先进工作者荣誉称号。[5][8]
- 2010年4月27日，2010年全国劳动模范和先进工作者表彰大会在北京人民大会堂举行。中共中央总书记、国家主席、中央军委主席胡锦涛在会上讲话。中共中央政治局常委、国务院总理温家宝主持大会，中共中央政治局常委胡锦涛、吴邦国、温家宝、贾庆林、李长春、习近平、李克强、贺国强、周永康出席，中共中央政治局委员、国务院副总理张德江宣读《国务院关于表彰全国劳动模范和先进工作者的决定》，决定授予2115人全国劳动模范荣誉称号、授予870人全国先进工作者荣誉称号。[5][9][10]
- 2015年4月28日，2015年庆祝“五一”国际劳动节暨表彰全国劳动模范和先进工作者大会在北京人民大会堂举行。中共中央总书记、国家主席、中央军委主席习近平在会上讲话。中共中央政治局常委、国务院总理李克强主持大会，中共中央政治局常委习近平、李克强、张德江、俞正声、王岐山、张高丽、刘云山出席，中共中央政治局常委、中央书记处书记刘云山宣读《中共中央、国务院关于表彰全国劳动模范和先进工作者的决定》，决定授予2064人全国劳动模范荣誉称号、授予904人全国先进工作者荣誉称号。[5][11]
- 2020年11月24日，2020年全国劳动模范和先进工作者表彰大会在北京人民大会堂举行，中共中央总书记、国家主席、中央军委主席习近平在会上讲话。中共中央政治局常委、国务院总理李克强主持大会，中共中央政治局常委习近平、李克强、栗战书、汪洋、王沪宁、赵乐际、韩正出席，中共中央政治局常委、中央书记处书记王沪宁宣读《中共中央、国务院关于表彰全国劳动模范和先进工作者的决定》，决定授予1689人全国劳动模范称号，授予804人全国先进工作者称号[12]。
- 2025年4月28日，庆祝中华全国总工会成立100周年暨全国劳动模范和先进工作者表彰大会在北京人民大会堂举行。中共中央总书记、国家主席、中央军委主席习近平在会上讲话。中共中央政治局常委、国务院总理李强主持大会，中共中央政治局常委习近平、李强、赵乐际、王沪宁、蔡奇、丁薛祥、李希出席，中共中央政治局常委、中央书记处书记蔡奇宣读《中共中央、国务院关于表彰全国劳动模范和先进工作者的决定》，决定授予1670人全国劳动模范称号，授予756人全国先进工作者称号[13]。